# Jerife Saydona Mustapha
Jerife Saydona Mustapha es un municipio filipino situado al sur de la isla de Mindanao. Forma parte de la provincia de Maguindánao situada en la región de la Nación Mora. 
Para las elecciones está encuadrado en el Segundo Distrito Electoral de esta provincia.

## Barrios
El municipio de Jerife Saydona Mustafá se divide, a los efectos administrativos, en 16 barangayes o barrios, conforme a la siguiente relación:
| - Bakat - Dale-Bong - Dasaguao - Dato Bakal | - Dato Kilay - Duguengen - Ganta - Inaladan | - Libutan - Linantangan - Nabundas (Población) - Pagatín | - Pagatin I - Pamalián - Pikeg - Pusao |  |

## Historia

### Influencia española
Este territorio fue parte de la Capitanía General de Filipinas (1520-1898).
Hacia 1696 el capitán Rodríguez de Figueroa obtiene del gobierno español el derecho exclusivo de colonizar Mindanao.
El 1 de febrero de este año parte de Iloilo alcanzando la desembocadura del Río Grande de Mindanao, en lo que hoy se conoce como la ciudad de Cotabato.

### Ocupación estadounidense

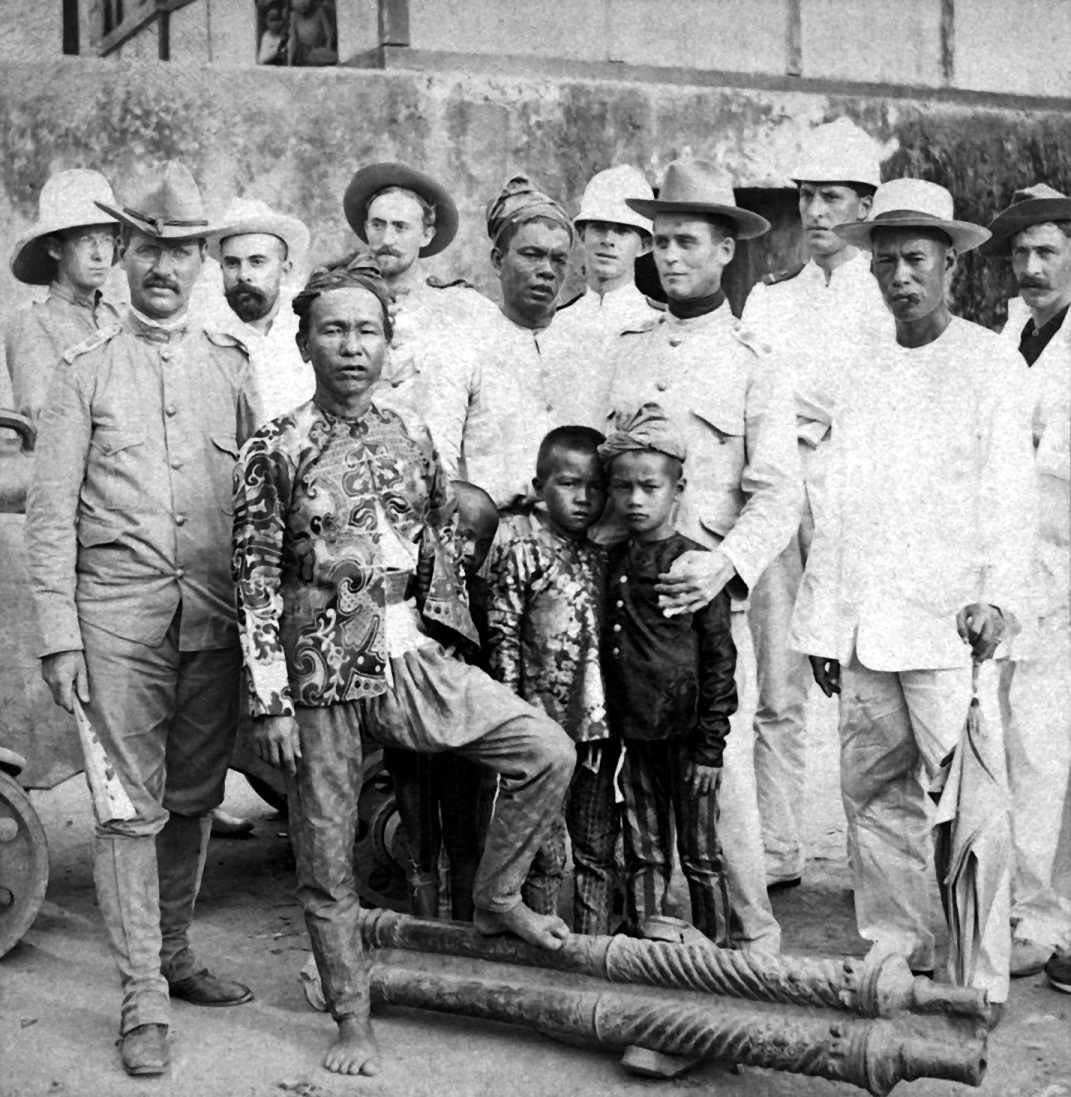
Dato Piang, reyezuelo de Mindanao, en 1900.

En 1903, al comienzo de la ocupación estadounidense de Filipinas Cotabato forma parte de la nueva provincia del Moro. En septiembre de 1914 se crea el Departamento de Mindanao y Sulú, una de sus provincias es Provincia de Cotabato y Dulaguán fue uno de sus distritos municipales.
El municipio de Dulaguán, uno de los primeros de la antigua provincia de Cotabato fue creado el 25 de noviembre de 1936. Su término comprendía el centro de  Maguindánao y el norte de la  provincia de Sultan Kudarat.

### Independencia
El 12 de junio de  1954 cambió su nombre por el de  Dato Piang, un líder regional durante la ocupación estadounidense de Filipinas.
De su término fueron segregándose los siguientes municipios, a saber:
- Ampatuán creado el 21 de junio de 1959.
- Maganoy, rebautizada como  Shariff Aguak, creado el 9 de noviembre de 1963.
- Talayán, creado el 22 de septiembre de 1976.
- Datu Saudi-Ampatuan, creado el 1 de julio de 2003.
- Dato Salibo y Jerife Saydona Mustafá, creados el 30 de julio de 2009.

### Autonomía
Este municipio comprende cuatro barrios procedentes del término de Shariff Aguak (Dilembong, Nabundas, Dato Kilay y Dato Bakal); otros cuatro barrios completos (Pagatín, Pusao, Linantangan y Libatuán del Este) y parte del de Duguengen I,  del término de Mamasapano; dos barrios ( Pamalian y Pikeg) procedentes de  Datu Unsay; un barrio de Datu Piang; y tres barios completos y parte de uno de  Datu Saudi-Ampatuan.

El ayuntamiento queda establecido en el barrio de Nabundas.